# Orisha
Gli orisha o oriscià (noti anche come oricha in spagnolo, òrìsà in yoruba, orixá in portoghese) sono divinità appartenenti originariamente alla mitologia dei popoli dell'Africa occidentale yoruba, nagò, je-je, ketu, ecc, il cui culto si è diffuso a partire dal XVII secolo anche nelle religioni para-sincretiche afroamericane. Nei culti para-sincretici gli orixa sono spesso messi in relazione con i santi cristiani. Dalla tradizione degli orixa derivano i loa del vudù.

## Origini e caratteristiche
Gli orisha furono creati da Olorun, che è il dio supremo del popolo yoruba, per rappresentare tutti i suoi domini qui nella terra, e quindi con il duplice scopo di proteggere l'esistenza dei fedeli e di guidarla, attraverso una elaborata rete di leggende, norme, racconti mitologici che caratterizzano le singole divinità,  queste ultime paragonabili a quelli dell'Olimpo greco se non altro per la manifestazione di vizi e difetti umani.

Nella mitologia vengono menzionati circa 600 divinità primarie, divise in due classi di 400 e 200 divinità: la prima è legata alla creazione del mondo e l'altra formata da divinità che ne garantiscono il costante equilibrio.
Questa religione ha scavalcato i confini delle terre Yoruba assieme ai deportati africani e si è diffusa in America, intorno al XVIII secolo mescolandosi sia con i culti indigeni del continente sia, con elementi della tradizione cattolica, dando vita grazie ad un sincretismo religioso e ad un fenomeno transculturale, a quella fusione di riti, credenze, pratiche diversificate a seconda del luogo di formazione e denominate candomblé in Brasile, santeria a Cuba, vudù ad Haiti.
In questi Paesi, gli orixa vennero mascherati con un santo cattolico, prendendo spunto da una caratteristica comune in vita, oppure per somiglianze nelle rappresentazioni oppure ancora per credenze comuni nei poteri invocati. 

Se inizialmente questa identificazione serviva per camuffare il nuovo culto e preservarlo dalla persecuzione dei dominatori europei, con il passare degli anni si è rafforzata sempre più al punto che i praticanti la santeria e di candomblé non disdegnano la pratica di riti cattolici.
Questa articolata e variegata forma di spiritualità, nata in Yorubaland, S-W della Nigeria, si è diffusa in un considerevole numero di nazioni, tra le quali annoveriamo: Benin, Togo, Ghana, Brasile, Cuba, Repubblica Dominicana, Guyana, Haiti, Giamaica, Porto Rico, Suriname, Trinidad e Tobago, Stati Uniti, le Indie orientali, Venezuela, Colombia, Europa.
Gli orisha, che solitamente in vita erano uomini importanti dotati di potere, vengono propiziati tramite riti sacrificali, offerte culinarie che rispettino i loro gradimenti, e spesso in loro onore vengono praticate danze ispirate alla loro vita. Gli orisha posseggono i loro fedeli iniziati, trasferendo su questi ultimi poteri ma anche sintomi caratteristici della divinità.

### Orisha più conosciuti
- Ajalamo orisha dei bimbi ancora non nati[2]
- Baiani, orisha anche chiamato Dadà Ajakà.
- Egungun, ancestrale adorato dopo la morte in case separate degli orisha.
- OríEleda, orisha che rappresenta la "testa" del devoto, contenitore del proprio destino e di altre caratteristiche spirituali.
- Èṣù è l'orisha che presiede tutti gli incroci della vita, aiutando o dirottando il destino. È il messaggero degli dei, sincretizzato anche con Mercurio.

Orisha guardiano dei templi, case, città e delle persone, messaggero divino degli oracoli.
- Ibeji, orisha cultuato esclusivamente da gemelli.
- Orunmila, orisha della divinazione e del destino. È il portavoce di Olorun-Olodumare, l'essere supremo, e di tutti gli altri orixa, attraverso consulta all'oracolo di Ifá, usato dal babalawo, padre del segreto.
- Iroko, orisha dell'albero sacro.
- Logunedé, orisha giovane guerriero, della caccia e della pesca.
- Nanã, orisha femminile del fango primordiale.
- Obá, orisha femminile del fiume Oba, una delle spose di Shango.
- Obatala il più vecchio degli orisha e creatore della razza umana.
- Odùduwà, orisha riconosciuto come padre del popolo yoruba.
- Ogun, orisha del ferro, guerra e tecnologia.
- Olokun orisha divinità del mare.
- Olosa, orisha divinità dei laghi.
- Onilé, orisha relazionato al culto della terra.
- Oranian, orisha figlio più giovane di Odùduwà.
- Orixa Oko, orisha dell'agricoltura.
- Oshun, orisha femminile di acqua dolce legato al fiume Osun, porta amore e protettrice dei bambini e delle madri.
- Ossanha oppure Ossaim o Osanyin, orisha delle erbe medicinali e dei segreti medicinali.
- Oxaguian, orisha, manifestazione di Obatala, più giovane e guerriero.
- Oxalufon, manifestazione di Obatala più vecchio.
- Oxóssi, orisha della caccia e dell'abbondanza.
- Oxumarê, orisha della pioggia e dell'arcobaleno
- Oyá o Iansa, orisha femminile dei venti, dei fulmini, delle tempeste e del Rio Niger.
- Sango oppure Xangô, oppure Chango, orisha del fuoco e del tuono, protettore della giustizia.
- Xapanã, orisha dei dolori epidermici e delle piaghe.
- Iemanjá o Yemojá, orisha femminile legata all'acqua dolce dei fiumi alla fertilità.
- Yewá, orisha femminile del fiume Yewa, la vergine cacciatrice.

Nella tradizione afro-bahiana, cioè originariamente africana, vengono riconosciuti 16 orixa, così come disposti nella argolas dos orixas, cioè in circolo con alla sommità Oxala. Seguono, da sinistra: Jemanja, Logumede,Oba, Oxum, Yansa, Xango, Oxossi, Ogum, Exu, Nana, Ibeji, Obaluaye, Osain Oxumare ed Ewa (che si trova alla destra di Oxala).
A questi vengono associati i loro colori. Nell'ordine: Oxala bianco, rosa, azzurro-violetto, rosso, giallo, rosso-amaranto, rosso-bianco, azzurro, blu, nero-rosso, bianco striato di nero, multicolore, bianco-nero, bianco-verde, giallo-verde, rosso-giallo (Ewa).
I cosiddetti 'figli' degli orixa, cioè coloro che ne coltivano il culto, si salutano secondo il saluto rituale: Epa babà (Oxala) e nell'ordine: Odo iyà, Loci loci, Oba xiré. Ore yeye o, E parrei, Kao Kabiesilé, Oke Arò, Ogunhé, Laroié, Saluba, Beje ro, Atoto, Ewe ooo, Arroboboi, Rinrò (Ewa).